# Pickala Golf
Pickala Golf är Finlands största golfcentrum med tre olika fullskaliga 18-hållsbanor. Centrumet ligger i Störsvik i den nyländska kommunen Sjundeå, cirka 40 kilometer från Helsingfors. Centrumets huvudbyggnad ligger på samma plats som den före detta Störsvik gård fanns. Till Pickala Golfs tjänster hör bland annat golfundervisning, restaurang, Caddiemaster med bastu och butiken Pro Shop.
År 2022 berättade Yle Västnyland att ett hotell samt hundra nya bostadshus har planerats på området.